# Cyphomyia zernyi
Cyphomyia zernyi är en tvåvingeart som beskrevs av Lindner 1929. Cyphomyia zernyi ingår i släktet Cyphomyia och familjen vapenflugor. Inga underarter finns listade i Catalogue of Life.